# Andiñuela
Andiñuela es una localidad y pedanía española perteneciente al municipio de Santa Colomba de Somoza, en la provincia de León, comunidad autónoma de Castilla y León.

## Historia
Los primeros datos escritos sobre Andiñuela son de principios del siglo X, siendo unos de los primeros pueblos recuperados en la reconquista, pero su historia es anterior, habiendo numerosos restos de las minas romanas de oro, tanto primarias con varias minas excavadas en roca como secundarias.
Posteriormente destacó con los arrieros maragatos, sobre todo en los siglos XVI y XVII, donde vivían varios de los más importantes de la comarca de la Maragatería.

## Economía
Es un pueblo eminentemente ganadero y agricultor que en la actualidad prácticamente no tiene población.
- Datos: Q5652092